# Nach Russland und anderswohin
Nach Russland und anderswohin ist ein Sammelband mit Reise-Essays des deutschen Schriftstellers Wolfgang Koeppen, der erstmals 1958 im Henry Goverts Verlag publiziert wurde. Bis auf den Anfang (Der Reinfelder Mond) und den Schluss des Bandes (Landung in Eden) gehen sämtliche Texte zurück auf Radio-Essays, die Koeppen im Auftrag des Süddeutschen Rundfunks zwischen 1955 und 1957 schrieb.

## Inhalt
- Der Reinfelder Mond
- Ein Fetzen von der Stierhaut (Barcelona, Madrid, Toledo)
- Im Spiegel der Grachten (Amsterdam, Den Haag, Rotterdam)
- Herr Polevoi und sein Gast (Sowjetunion, u. a. Moskau, St. Petersburg, Stalingrad)
- Zauberwald der roten Autobusse (London)
- Neuer römischer Cicerone (Rom)
- Landung in Eden

## Ausgaben
Erstausgabe
- Wolfgang Koeppen: Nach Russland und anderswohin. Stuttgart: Goverts, 1958 (1.–5. Tsd.)

Ausgabe innerhalb der Werkausgaben
- Wolfgang Koeppen: Gesammelte Werke in sechs Bänden. Hrsg. von Marcel Reich-Ranicki in Zusammenarbeit mit Dagmar von Briel und Hans-Ulrich Treichel. Bd. 4: Berichte und Skizzen I. Frankfurt a. M.: Suhrkamp, 1990 (= st 1774). S. 7–275. ISBN 978-3-518-38274-5
- Wolfgang Koeppen: Werke. In 16 Bänden. Hrsg. von Hans-Ulrich Treichel. Bd. 8: Reisen nach Rußland und anderswohin. Hrsg. von Walter Erhart. Mitarbeit: Anja Ebner, Arne Grafe. Frankfurt a. M.: Suhrkamp, 2007. ISBN 978-3-518-41808-6